# Michael A. Hill

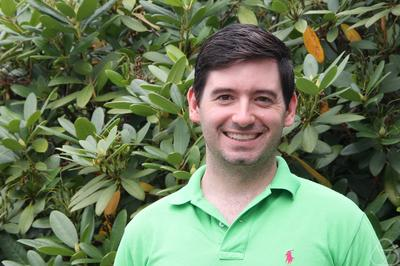
Michael A. Hill, 2014

Michael Anthony Hill (* 12. Februar 1980 in Alexandria, Louisiana) ist ein US-amerikanischer Mathematiker, der sich mit Algebraischer Topologie befasst.
Er studierte an der Harvard University (Bachelorabschluss  2002) und am Massachusetts Institute of Technology, an dem er 2006 bei Michael J. Hopkins promoviert wurde (Computational Methods for Higher Real K-Theory with Applications to Tmf), war er zunächst als Post-Doktorand an der Harvard University und später erst als Whyburn Instructor und dann als Assistant Professor und ab 2010 als Associate Professor an der University of Virginia. Im Jahr 2015 wechselte er an die University of California, Los Angeles.
Mit Douglas Ravenel und Michael J. Hopkins löste er 2009 das Problem der Kervaire Invariante 1. Das Problem fragt nach den möglichen Dimensionen von Mannigfaltigkeiten mit Kervaire-Invariante 1 (nach Michel Kervaire) und war ein lange offenes Problem der algebraischen Topologie. Er befasste sich mit Homotopietheorie und Modulformen in der Topologie.
2014 war er Eingeladener Sprecher auf dem ICM in Seoul (On the non-existence of elements of Kervaire invariant one). 2022 wurde er mit dem Oswald-Veblen-Preis der AMS ausgezeichnet.